# Federación de Estudiantes Universitarios del Uruguay
La Federación de Estudiantes Universitarios del Uruguay (FEUU) es una organización de estudiantes de la Universidad de la República. Fue fundada el 26 de abril de 1929 y tiene como antecedente organizativo directo una huelga estudiantil por autonomía y cogobierno en 1928, en el marco del movimiento de la Reforma Universitaria latinoamericana.
Uno de sus principales logros fue influir de forma positiva, en el año 1958, en la votación de la Ley Orgánica de la Universidad de la República. También tuvo un importante papel en la oposición a la dictadura militar que vivió el Uruguay entre 1973 y 1985, motivo por el cual fue proscripta.
Próximo al fin del gobierno cívico-militar, en 1982, los estudiantes universitarios fundaron la Asociación Social y Cultural de Estudiantes de la Enseñanza Pública (ASCEEP). Esta organización fue extendiéndose rápidamente y ganando afiliados, realizando múltiples actividades y desafiando el estrecho marco de lo permitido por las autoridades. Un punto culminante fue la histórica "Marcha del Estudiante" de septiembre de 1983, en la que decenas de miles de estudiantes salieron a la calle para reclamar el cese de la intervención de la Universidad de la República. 
En una convención realizada en 1984 se conformó la ASCEEP-FEUU, continuadora de la vieja FEUU. El 22 de agosto de 1984 el gobierno dictó un decreto que, en los hechos, se convirtió en el fin de la intervención de la Universidad estatal. La ASCEEP-FEUU logró que se eligieran consejos transitorios integrados de acuerdo a la Ley Orgánica de 1958, que asumirían en el gobierno de la Universidad en marzo de 1985. En todo ese período, la ASCEEP-FEUU participó de las movilizaciones que llevaron a la apertura democrática.
En 1985 la ASCEEP-FEUU asumió en el cogobierno de la Universidad la tarea de reposición de los docentes destituidos, la puesta en marcha de nuevos planes de estudio y la reelección de todos los decanos y del rector que habían sido destituidos y presos en 1973. Posteriormente, la agremiación retomaría la denominación original de FEUU. 
Integra la UIE (Unión Internacional de Estudiantes), es miembro de la OCLAE (Organización Continental Latinoamericana y Caribeña de Estudiantes), y cuenta con voz en la Mesa Representativa del PIT-CNT (Plenario Intersindical de Trabajadores, Convención Nacional de Trabajadores).
Está compuesta por centros y asociaciones de estudiantes que funcionan en cada Facultad o Escuela, el órgano máximo es la Convención que se realiza cada dos años.
La Mesa Ejecutiva se elige cada dos años en elecciones abiertas a todos los estudiantes de la universidad. 
El Consejo Federal es el órgano de decisión semanal y está formado por delegados de todos los centros y asociaciones.

## Mesa Ejecutiva 2024 - 2026
- Secretaría de Asuntos Gremiales: Ignacio Morales
- Secretaría de Cogobierno: Maite Lanza
- Secretaría de Comunicación: Martín Oliva
- Secretaría de Cultura: Selena Scotti
- Secretaría de Finanzas: Ignacio Nebuloni
- Secretaría de Organización: Inti Davyt
- Secretaría de Internacionales: Matilde Pomi

## Miembros
- Asociación de Estudiantes de Agronomía - AeA
- Asociación de Estudiantes Universitarios de Artes - AEUA
- Asociación de los Estudiantes de Medicina - AEM
- Asociación de Estudiantes de Química - AEQ
- Asociación de Estudiantes de Veterinaria - AEV
- Centro de Estudiantes de Ciencias Económicas y Administración - CECEA
- Centro de Estudiantes de Ciencias - C100
- Centro de Estudiantes de Ciencias Sociales - CECSo
- Centro Estudiantes de Derecho - CED
- Centro de Estudiantes de Diseño y Arquitectura - CEDA
- Centro de Estudiantes de Diseño Industrial - CEDI
- Centro de Estudiantes de Educación Física - CEEF
- Centro de Estudiantes de la Escuela de Parteras - CEDEP
- Centro de Estudiantes de Facultad de Enfermería - CEFE
- Centro de Estudiantes de Humanidades y Ciencias de la Educación - CEHCE
- Centro de Estudiantes de Ingeniería - CEI
- Centro de Estudiantes de Información y Comunicación - CEICo
- Centro de Estudiantes de la Escuela Universitaria de Tecnología Médica - CEEUTM
- Centro de Estudiantes de Nutrición - CEN
- Centro de Estudiantes de Odontología - CEO
- Centro de Estudiantes Universitarios de Psicología - CEUP